# Charles Talbot (1. książę Shrewsbury)
Charles Talbot, 1. książę Shrewsbury (12. hrabia Shrewsbury) (ur. 24 lipca 1660, zm. 1 lutego 1718 w Londynie) – brytyjski arystokrata. Jego ojcem był Francis Talbot, 11. hrabia Shrewsbury.
Był katolikiem. Jego ojcem chrzestnym był król Karol II Stuart. W roku 1679 John Tillotson nawrócił go na anglikanizm. W roku 1688 poparł Wilhelma III Orańskiego (chwalebna rewolucja), do którego dołączył w Holandii i z którym wrócił do Anglii wraz z armią angielsko-holenderską.
W latach 1689–1690 sekretarz stanu departamentu południowego, następnie północnego (1694–1695) i znów południowego (1695–1698).
W latach 1712–1713 ambasador w Paryżu.